# Marina Popławska
Marina Władimirowna Popławska, ros. Марина Владимировна Поплавская (ur. w 1977 w Moskwie) – rosyjska śpiewaczka (sopran).
Już w wieku 9 lat śpiewała w chórze dziecięcym w Teatrze Bolszoj, następnie kształciła się w Instytucie Muzycznym w Moskwie.
W latach 2001–2004 występowała jako solistka w Akademickim Teatrze Muzycznym. W 2003 zadebiutowała w Bolszoj jak Anna Truelove w Żywocie rozpustnika Strawińskiego. Od 2005 rozpoczęła współpracę z Covent Garden w Londynie.
Karierę światową rozpoczęła od występów w 2007 w zastępstwie Anny Netrebko jako Donna Anna w Don Giovannim Mozarta, a następnie Angeli Gheorghiu jako Elżbiety w Don Carlosie Verdiego. W grudniu 2007 zadebiutowała w Metropolitan Opera jako Natasha w Wojnie i pokoju Prokofiewa. Tamże śpiewała jako Liu w Turandot Puccininiego i jako Violetta w Traviacie Verdiego oraz Małgorzata w Fauście Gounoda.
W czerwcu 2011 wraz z Metropolitan Opera odbyła tournée po Japonii, śpiewając w Don Carlosie Verdiego i  Cyganerii Pucciniego.